# Maidstone (Vermont)
Maidstone ist eine Town im Essex County im US-Bundesstaat Vermont. Sie hatte bei der letzten Volkszählung im Jahr 2020 insgesamt 211 Einwohner. Sie ist Teil der Berlin Micropolitan Statistical Area.

## Geografie

### Geografische Lage
Maidstone liegt zentral im Osten des Essex Countys. Der Connecticut River bildet die östliche Grenze zu New Hampshire, mehrere kleinere Zuflüsse des Connecticut Rivers entwässern das Gebiet der Town und durch den Norden zieht sich in östlicher Richtung der Paul Stream. Zentral auf dem Gebiet der Town befindet sich der Maidstone Lake. Die Oberfläche ist hügelig, die höchste Erhebung ist der östlich des Maidstone Lake gelegene 628 m hohe Stoneham Mountain.

### Nachbargemeinden
Alle Entfernungen sind als Luftlinien zwischen den offiziellen Koordinaten der Orte aus der Volkszählung 2010 angegeben.
- Norden: Brunswick, 4,9 km
- Nordosten: Stratford, New Hampshire, 13,4 km
- Osten: Lancaster, 12,1 km
- Süden: Guildhall, 4,7 km
- Südwesten: Granby, 12,0 km
- Nordwesten: Ferdinand, 16,9 km

### Klima
Die mittlere Durchschnittstemperatur in Maidstone liegt zwischen −11,7 °C (11 °Fahrenheit) im Januar und 18,3 °C (65 °Fahrenheit) im Juli. Damit ist der Ort gegenüber dem langjährigen Mittel der USA um etwa 9 Grad kühler. Die Schneefälle zwischen Mitte Oktober und Mitte Mai liegen mit mehr als zwei Metern etwa doppelt so hoch wie die mittlere Schneehöhe in den USA. Die tägliche Sonnenscheindauer liegt am unteren Rand des Wertespektrums der USA, zwischen September und Mitte Dezember sogar deutlich darunter.

## Geschichte
Der Grant für Maidstone wurde am 12. Oktober 1761 von Benning Wentworth im Rahmen der New Hampshire Grants vergeben. Der Grant umfasste 17.472 Acre (7071 Hektar).
Es war einer von mehreren Grants, die eine Gruppe von Landinvestoren um Samuel Averill aus Connecticut erwarb. Neben Maidstone bekamen sie auch Grants für Averill, Ferdinand, Lewis und weitere Towns. Vermutlich wurde Maidstone nach Maidstone in Kent benannt. Von hier stammten viele der frühen Siedler in Connecticut.
Die Town organisierte sich 1788, der erste Town Clerk war Haines French.
Maidstone lag an der Strecke der North Stratford Railroad. Sie ist inzwischen jedoch außer Betrieb.

### Einwohnerentwicklung
| Volkszählungsergebnisse – Town of Maidstone, Vermont | Volkszählungsergebnisse – Town of Maidstone, Vermont | Volkszählungsergebnisse – Town of Maidstone, Vermont | Volkszählungsergebnisse – Town of Maidstone, Vermont | Volkszählungsergebnisse – Town of Maidstone, Vermont | Volkszählungsergebnisse – Town of Maidstone, Vermont | Volkszählungsergebnisse – Town of Maidstone, Vermont | Volkszählungsergebnisse – Town of Maidstone, Vermont | Volkszählungsergebnisse – Town of Maidstone, Vermont | Volkszählungsergebnisse – Town of Maidstone, Vermont | Volkszählungsergebnisse – Town of Maidstone, Vermont |
| Jahr                                                 | 1700                                                 | 1710                                                 | 1720                                                 | 1730                                                 | 1740                                                 | 1750                                                 | 1760                                                 | 1770                                                 | 1780                                                 | 1790                                                 |
| ---------------------------------------------------- | ---------------------------------------------------- | ---------------------------------------------------- | ---------------------------------------------------- | ---------------------------------------------------- | ---------------------------------------------------- | ---------------------------------------------------- | ---------------------------------------------------- | ---------------------------------------------------- | ---------------------------------------------------- | ---------------------------------------------------- |
| Einwohner                                            |                                                      |                                                      |                                                      |                                                      |                                                      |                                                      |                                                      |                                                      |                                                      | 125                                                  |
| Jahr                                                 | 1800                                                 | 1810                                                 | 1820                                                 | 1830                                                 | 1840                                                 | 1850                                                 | 1860                                                 | 1870                                                 | 1880                                                 | 1890                                                 |
| Einwohner                                            | 152                                                  | 177                                                  | 166                                                  | 236                                                  | 271                                                  | 237                                                  | 259                                                  | 254                                                  | 286                                                  | 198                                                  |
| Jahr                                                 | 1900                                                 | 1910                                                 | 1920                                                 | 1930                                                 | 1940                                                 | 1950                                                 | 1960                                                 | 1970                                                 | 1980                                                 | 1990                                                 |
| Einwohner                                            | 206                                                  | 175                                                  | 171                                                  | 123                                                  | 96                                                   | 81                                                   | 78                                                   | 94                                                   | 100                                                  | 131                                                  |
| Jahr                                                 | 2000                                                 | 2010                                                 | 2020                                                 | 2030                                                 | 2040                                                 | 2050                                                 | 2060                                                 | 2070                                                 | 2080                                                 | 2090                                                 |
| Einwohner                                            | 105                                                  | 208                                                  | 211                                                  |                                                      |                                                      |                                                      |                                                      |                                                      |                                                      |                                                      |

## Kultur und Sehenswürdigkeiten

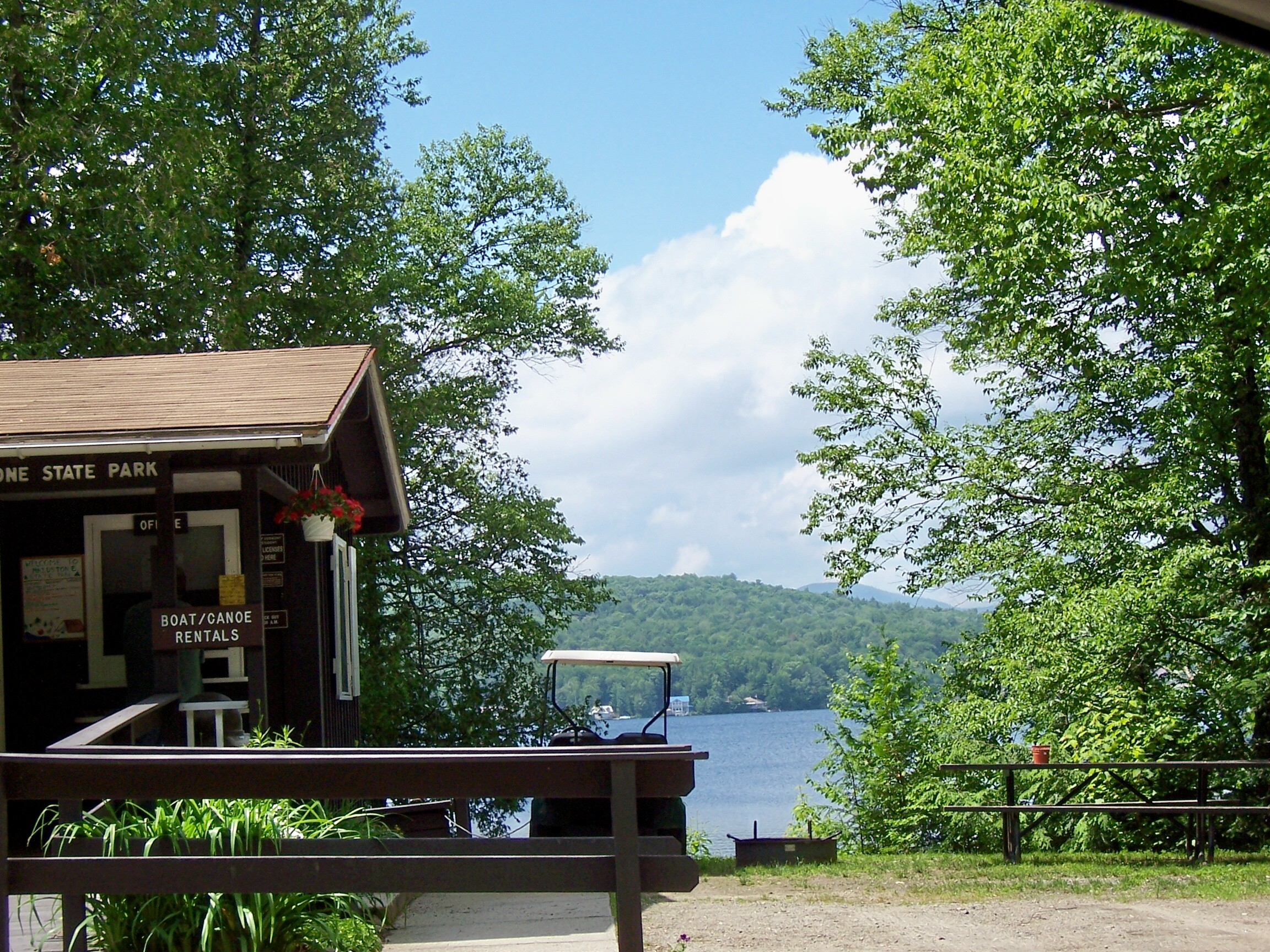
Maidstone State Park

### Parks
Der Maidstone State Park befindet sich am Maidstone Lake. Er wurde 1938 durch das Civilian Conservation Corps (CCC) angelegt. Der Maidstone Lake ist ein Gletschersee, der sich vor etwa 12.000 Jahren gebildet hat. Er ist bis zu 120 Fuß (36,6 m) tief. Heute ein beliebtes Ausflugsziel zum Zelten, Wandern und Angeln.

## Wirtschaft und Infrastruktur

### Verkehr

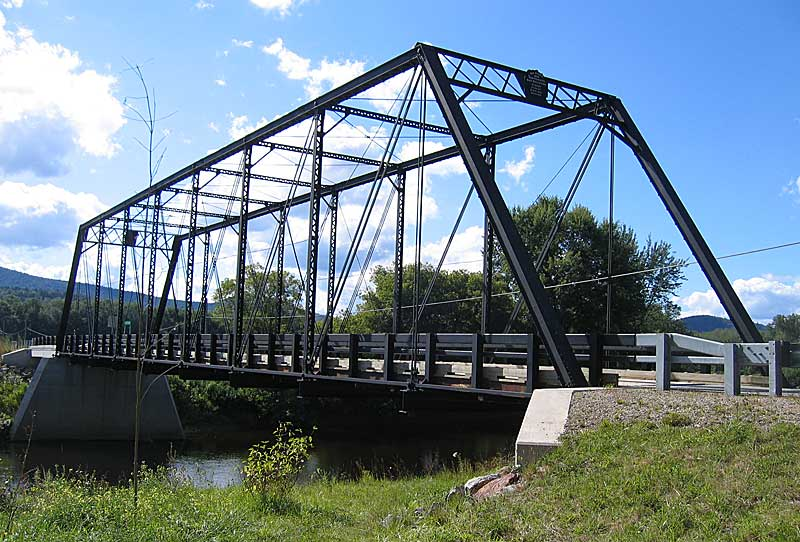
Janice Peaslee Bridge

Die Vermont State Route 102 verläuft in nordsüdlicher Richtung von Guildhall im Süden nach Brunswick im Norden, parallel zum Connecticut River durch den östlichen Teil der Town. Die historische Janice Peaslee Bridge, errichtet 1893, vormals Maidstone-Stratford Hollow Bridge, verbindet Maidstone mit Stratford Hollow. Nachdem sie wegen Baufälligkeit im Jahr 1990 geschlossen worden war, setzte sich die Abgeordnete Janice Peaslee für die Restaurierung ein. Bei der Neueröffnung im Jahr 2005 wurde die Brücke ihr zu Ehren umbenannt.

### Öffentliche Einrichtungen
Das Northeastern Vermont Regional Hospital in St. Johnsbury ist das nächstgelegene Krankenhaus für die Bewohner der Town.

### Bildung
Maidstone gehört mit Concord, Granby, Guildhall, Kirby, Lunenburg, Victory und Waterford zur Essex-Caledonia Supervisory Union. In Maidstone gibt es keine eigene Schule.
Es gibt in Maidstone keine eigene Bibliothek. Die nächstgelegenen befinden sich in Guildhall oder in Strafford, New Hampshire.